# Adeona-Familie
Die Adeona-Familie (FIN 505) ist eine Asteroidenfamilie, die nach dem Mutterkörper (145) Adeona benannt wurde. Meist gehören die zugehörigen Asteroiden dem Spektraltyp C an. Die Familie beinhaltet mehr als 2236 (Stand: 2014) bekannte Asteroiden. Gestützt auf Simulationen ist die Adeona-Familie nicht älter als 600 Millionen Jahre, was relativ jung ist im Vergleich zu einem typischen Alter von Asteroidenfamilien von ein bis zwei Milliarden Jahren.